# Ambender
Ambender is een bestuurslaag in het regentschap Pamekasan van de provincie Oost-Java, Indonesië. Ambender telt 4786 inwoners (volkstelling 2010).